# Sparkasse Küsnacht
Die Sparkasse Küsnacht war eine in Küsnacht verankerte Schweizer Regionalbank. Sie wurde 1838 als Ersparungs-Cassa-Gesellschaft gegründet und war bis 2004 in der Rechtsform einer Genossenschaft organisiert. 2004 wurde die Genossenschaft Sparkasse Küsnacht ZH in SK Genossenschaft umbenannt und neu die Sparkasse Küsnacht ZH als Aktiengesellschaft gegründet, mit der Genossenschaft als alleinige Aktionärin der Bank. Neben ihrem Hauptsitz verfügte die Sparkasse Küsnacht ZH über einen weiteren Standort in Zumikon.
Ihr Tätigkeitsgebiet lag traditionell im Retail Banking, im Hypothekargeschäft, im Private Banking und im Bankgeschäft mit kleinen und mittleren Unternehmen. 
Die Sparkasse war als selbständige Regionalbank der RBA-Holding angeschlossen. Innerhalb der RBA-Gruppe gehörte sie zur Teilgruppierung der Clientis Banken. Im April 2009 schloss sich die Sparkasse Küsnacht ZH mit der Sparkasse Zürcher Oberland zur Clientis Zürcher Regionalbank zusammen. In ihrem letzten Geschäftsjahr als eigenständige Bank beschäftigte die Sparkasse Küsnacht ZH zwölf Mitarbeiter und hatte per Ende 2008 eine Bilanzsumme von 371 Millionen Schweizer Franken. 